# Spoorlijn Ihrhove - Nieuweschans
De Spoorlijn Ihrhove - Bad Nieuweschans is een tussen 1874 en 1876 aangelegde spoorlijn, die het Duitse Ihrhove verbindt met het Nederlandse Bad Nieuweschans. De lijn staat als DB 1575 onder beheer van DB Netze en is onderdeel van de Wunderline. In Ihrhove takt zij af van de spoorlijn Hamm - Emden (Emslandstrecke) en in station Bad Nieuweschans sluit zij aan op de spoorlijn Harlingen - Nieuwe Schans (aangelegd als Staatslijn B). De dienstuitvoering op de lijn is onderdeel van de grensoverschrijdende route tussen Groningen en Leer.

## Geschiedenis
De lijn is aangelegd door de Großherzoglich Oldenburgische Staatseisenbahnen (G.O.E.), als onderdeel van de oost-westverbinding vanuit Oldenburg richting de Nederlandse grens. Dit is opmerkelijk, daar het gebied waarin de spoorlijn ligt (Oost-Friesland) niet tot het Groothertogdom Oldenburg behoorde, maar tot de Pruisische provincie Hannover. De spoorlijn werd op 26 november 1876 geopend en op 6 december van dat jaar feestelijk ingewijd. De aansluitende Staatslijn B was reeds in 1868 tot Nieuweschans doorgetrokken.
Op 1 april 1944 werd het reizigersverkeer op de lijn gestaakt. In april 1945 werd de spoorbrug (de Friesenbrücke) over de Eems opgeblazen. Hij werd pas in 1951 vervangen door een nieuwe brug. In 1954 werd het reizigersverkeer hervat. Er reed enkele malen per dag een trein met materieel van de toenmalige Deutsche Bundesbahn van Leer (Ostfriesl) naar Groningen, meestal komend uit Oldenburg, Bremen of Hannover en Braunschweig.
In de jaren zeventig en tachtig waren er per dag twee treinparen in beide richtingen, één in de ochtend en één in de avond, tussen Groningen en Bremen, halverwege jaren tachtig ingekort tot Oldenburg. Op bepaalde tijden bestond in Nieuweschans aansluiting op een busdienst van de DB naar Leer waarop spoorkaartjes geldig waren. Later kwam er rond de middag één treinpaar in beide richtingen bij tussen Groningen en Leer waarbij gebruik werd gemaakt van het Duitse materieel dat overdag in Groningen overstond. In Nederland werd gereden als sneltrein en werd alleen gestopt in Hoogezand-Sappemeer (alleen richting Duitsland), Winschoten en Nieuweschans. Na de komst van de Wadlopers waarbij de 1e klas op 1 oktober 1981 werd afgeschaft bleven deze treinen met Duits materieel rijden met ook 1e klas. Na 1995 kregen de Wadlopers ook 1e klas.
Aan het eind van de jaren 1990 was de spoorbaan in zo slechte staat, dat de treinen slechts met zeer geringe baanvaksnelheid mochten passeren. Tussen mei 2000 en februari 2002 was de spoorlijn gesloten voor een grondige vernieuwing. Sindsdien is het baanvak geschikt voor een maximumsnelheid van 120 km/h.
Het duurde tot november 2006 voordat er weer rechtstreekse treinen van Leer naar Groningen reden. Tussen 2002 en 2006 moesten reizigers in Nieuweschans overstappen, aanvankelijk doordat de concessiehouders Deutsche Bahn (voor het traject Nieuweschans - Leer) en NoordNed (voor het traject Groningen - Nieuweschans) niet tot overeenstemming kwamen over een doorgaande treindienst. Na de grensoverschrijdende aanbesteding van de gehele spoorlijn in 2005 bleef de overstap gehandhaafd, waarbij de treindienst Leer - Nieuweschans in opdracht van concessiehouder Arriva door Deutsche Bahn werd uitgevoerd. Vanaf 6 november 2006 verviel de overstap door de komst van de Spurt-treinstellen, waarmee Arriva zelfstandig de doorgaande treinverbinding Leer - Groningen kon exploiteren.

### Aanvaring Emsmoon
In de avond van 3 december 2015 ramde het vrachtschip Emsmoon de Friesenbrücke over de Eems bij Weener. De originele hef is hierbij verloren gegaan, ook de funderingen zijn beschadigd. De schade loopt in de miljoenen euro's en volgens een eerste verklaring van Deutsche Bahn zullen er vijf jaar geen treinen kunnen rijden op het baanvak; een geheel nieuwe brug moet worden gebouwd. Ter vervanging werden busdiensten ingesteld: naast stopdiensten ook een sneldienst tussen Groningen en Leer waarbij de aansluitingen in Leer bleven behouden. De Nederlandse politiek (Provinciale Staten van Groningen) stelt vragen over het tempo van het herstel van de brug, maar ook over de economische betekenis van de spoorlijn en mogelijke alternatieven voor het vervoer.
Op 30 oktober 2016 is de treindienst van Nederland naar Weener hersteld. Deze treindienst / busdienst sloot niet aan op de treindienst tussen Leer en Bremen. Op 11 december 2016 werd ook dit probleem opgelost. Weser-Ems Bus rijdt met lijnbus 620 eenmaal per uur tussen Leer - Weener en Bunde in plaats van de treinvervangende bussen.

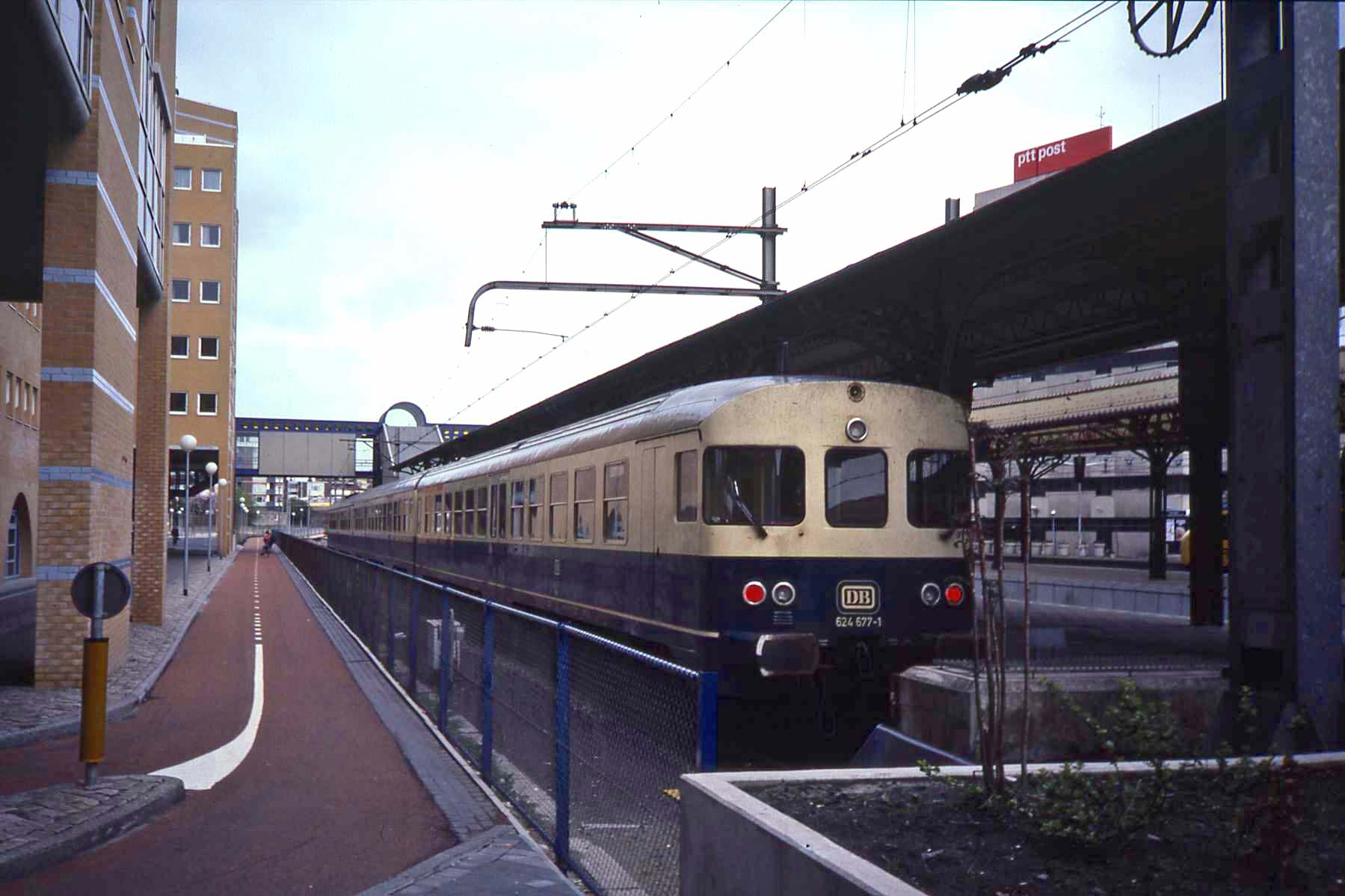
DB-treinstel Baureihe 624 naar Leer in Groningen, 1987.
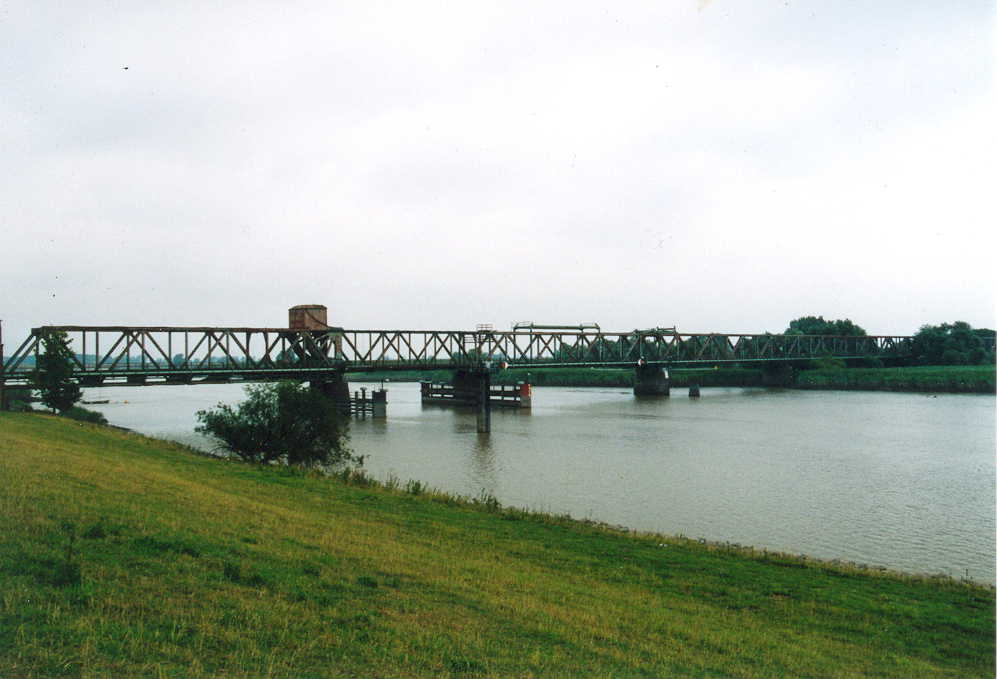
De Friesenbrücke over de Eems.
De brug in geopende toestand.
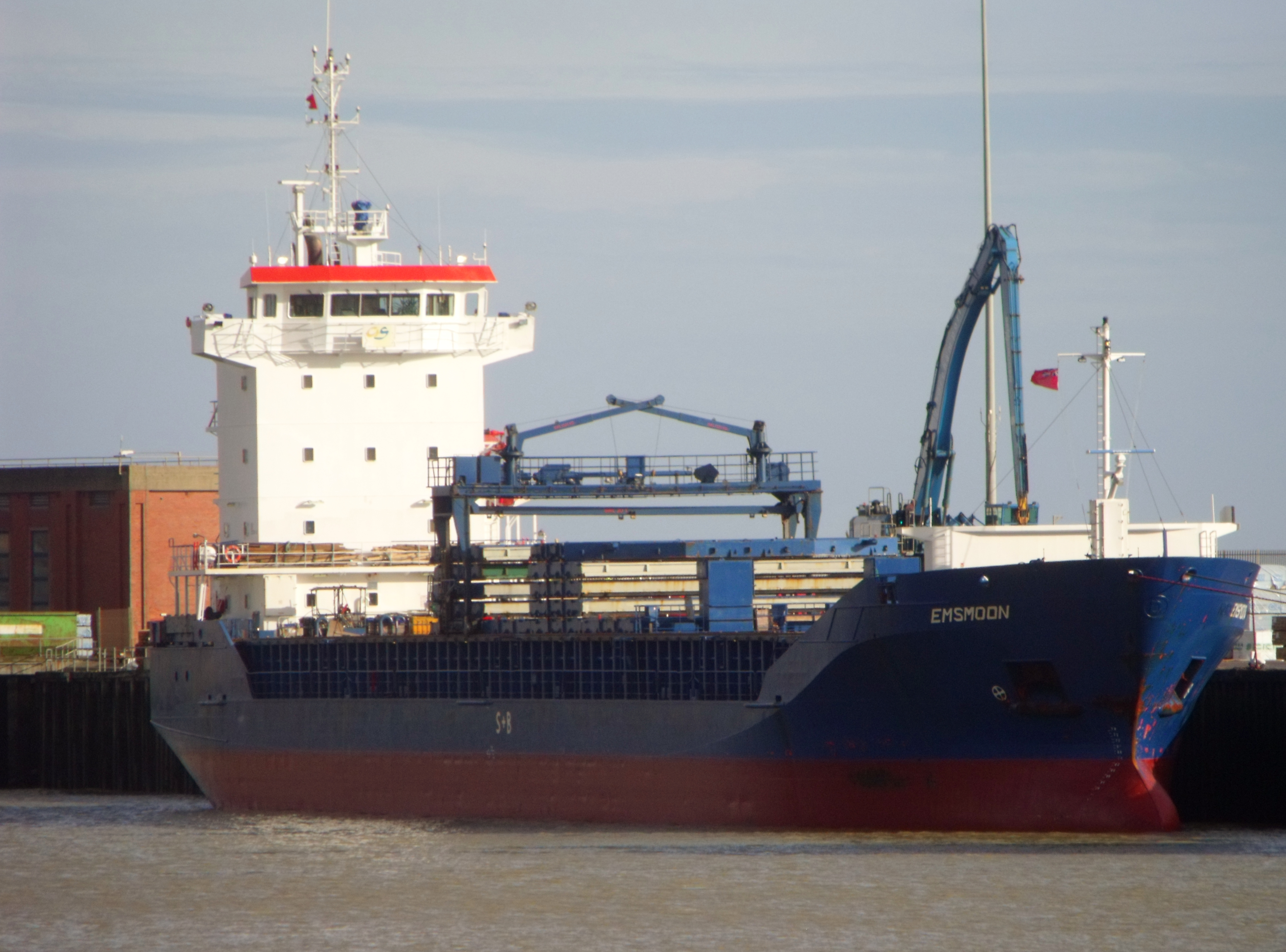
De Emsmoon.

### Werkzaamheden 2024
Vanaf 1 februari 2024 tot in december 2025 rijden er geen treinen tussen Nieuweschans en Leer. Het spoor wordt opgebroken en opnieuw aangelegd. Op het traject Nieuweschans - Weener zal met 120 km/u gereden kunnen worden. Er komen nieuwe haltes bij Bunde en Ihrhove

## Stations en gebouwen

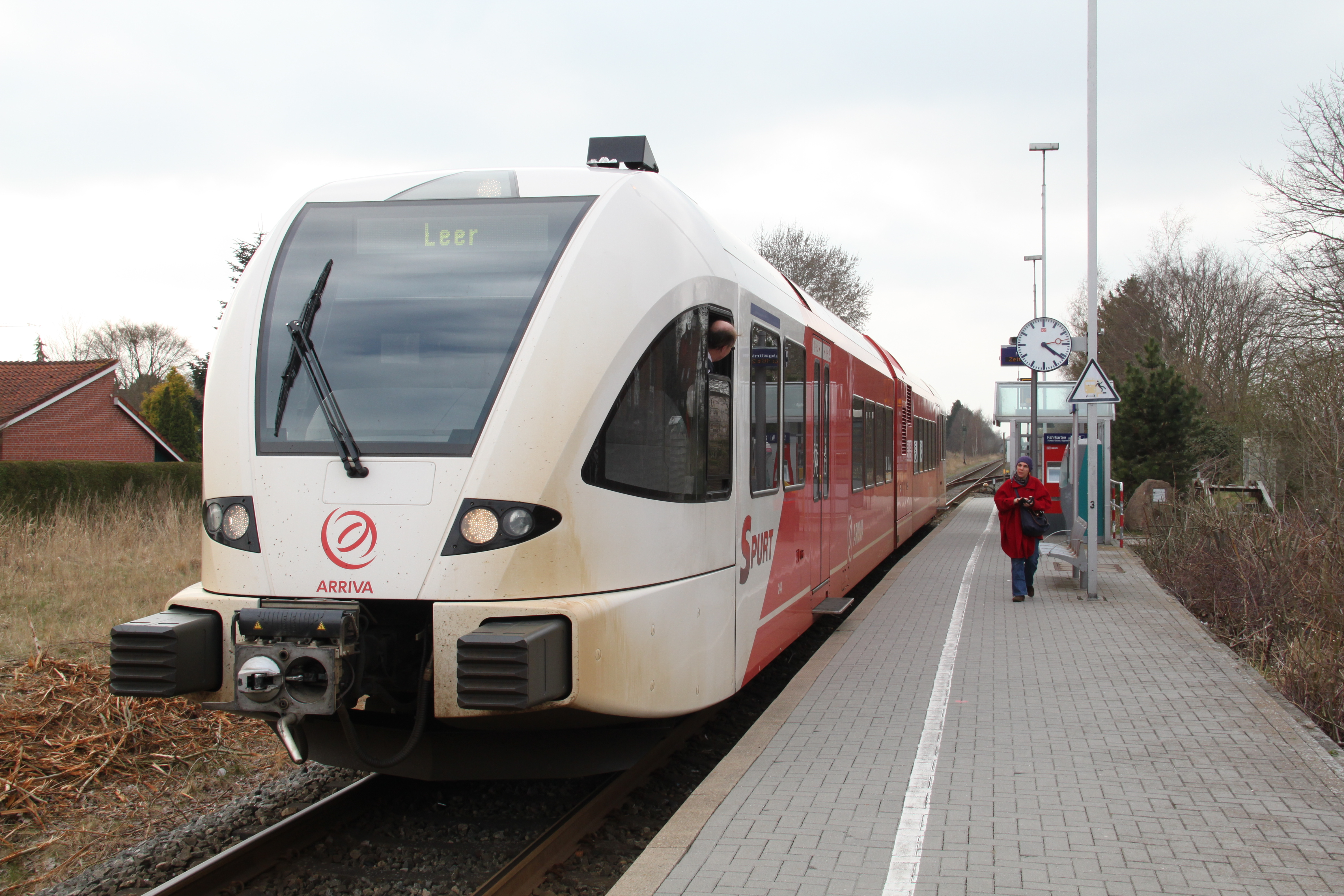
Spurt van Arriva in station Weener.

- Ihrhove: het gebouw dateert uit 1926; de treinen stoppen hier niet (heropening gepland).
- Weener: hier wordt wel gestopt, maar het stationsgebouw wordt niet meer als zodanig gebruikt.
- Möhlenwarf: hoewel onderzoek uitwees dat hier voldoende reizigerspotentieel bestaat, laat de dienstregeling geen derde extra stop toe in Möhlenwarf
- Bunde (Ostfriesl): het stationsgebouw is in 2011 omgebouwd en ingericht met appartementen (heropening gepland).
- Nieuweschans: het stationsgebouw is gesloopt in 1973, de gerenoveerde gebouwen van de voormalige locomotievenloods zijn in gebruik als diverse bedrijfsruimtes.

## Treindienst
| Serie            | Treinsoort         | Route                                                      | Bijzonderheden |
| ---------------- | ------------------ | ---------------------------------------------------------- | --- |
| 20100 RS 6 RB 57 | Stoptrein (Arriva) | Groningen – Zuidbroek – Bad Nieuweschans – Weener – ‒ Leer | Ook wel Wiederline genoemd. Vanwege brugschade geen treinverkeer mogelijk tussen Weener en Leer. Op dit traject rijdt lijnbus 620 van Weser-Ems Bus. Er rijden ook Arrivabussen tussen Groningen en Leer v.v. |

De treindienst is samen met die van de Noordelijke Nevenlijnen aanbesteed en wordt sinds 11 december 2005 verzorgd door Arriva Personenvervoer Nederland, dat hiervoor sinds 2006 gebruikmaakt van Spurts. Er wordt gestopt in Bad Nieuweschans en Weener. De concessie voor het personenvervoer loopt tot 2020. De eerste jaren reden er dagelijks acht treinen van Groningen naar Leer. In de treindienstregeling 2016, van 13 december 2015, is de frequentie van maandag tot en met zondag op een uurdienst gebracht.
De gemeentebesturen van Bunde en Westoverledingen proberen al geruime tijd de stations Bunde (Ostfriesl) en Ihrhove heropend te krijgen. Met name in Bunde, dat vijf keer zoveel inwoners heeft als Bad Nieuweschans, wonen volgens de voorstanders veel Nederlandse grensmigranten die van de lijn gebruik zouden kunnen maken. Op 19 mei 2015 werd bekend dat uit een onderzoek van het ministerie van Verkeer in Nedersaksen blijkt dat het mogelijk is beide stations in 2017 te heropenen. Bunde, Ihrhove en ook Möhlenwarf hebben voldoende reizigerspotentieel, maar de dienstregeling biedt ruimte voor niet meer dan twee extra stops.
De lijn Groningen - Bad Nieuweschans - Leer heeft de naam Wiederline gekregen. Deze naam, een marketinginstrument van Arriva, werd op vrijdag 16 november 2012 in De Oude Remise (de voormalige locomotiefloods in Bad Nieuweschans) bekendgemaakt. De plannen met de treindienst – naast de voorgenomen heropening van twee stations was ook sprake van een mogelijke verlenging via Oldenburg naar Bremen – worden doorkruist door het onverwacht langdurig uitvallen van de Friesenbrücke bij Weener vanaf 3 december 2015.